# Ralph Dennis
Pour les articles homonymes, voir Dennis.
Ralph Dennis, né le  30 décembre 1931 à Sumter  et mort le 4 juillet 1988 à Atlanta, est un écrivain américain, auteur de roman policier.

## Biographie
Il fait des études à l'université de Caroline du Nord, puis y donne des cours sur la radio et la télévision.
En 1974, avec Atlanta Deathwatch, il amorce une série de douze romans consacrés à Jim Hardman, détective privé sans licence et ancien policier d'Atlanta. Il est secondé par Hump Evans, un ancien joueur de football américain professionnel.
Trois romans de la série, traduits et publiés en français dans la collection Super noire, sont qualifiés de « romans hard-boiled classiques » par Claude Mesplède. 
Le style de Ralph Dennis se révèle dans la continuité de celui de Mickey Spillane et le personnage de Jim Hardman peut être comparé à Spenser, le détective créé par Robert B. Parker.
En 1976, avec Deadman's Game, Ralph Dennis tente, sans succès, de créer une nouvelle série ayant pour héros un dénommé Kane, dont la mémoire a été effacée par la CIA.

## Œuvre

### Romans

#### SérieJim Hardman
- Atlanta Deathwatch (1974)
- The Charleston Knife's Back in Town (1974) Publié en français sous le titre Premier Couteau, Paris, Gallimard, coll. « Super noire » no 85 (1977)  (ISBN 2-07-046085-1)
- The Golden Girl & All (1974)
- Pimp For the Dead (1974)
- Down Among the Jocks (1974) Publié en français sous le titre Les Flambeurs d'Atlanta, Paris, Gallimard, coll. « Super noire » no 79 (1977)  (ISBN 2-07-046079-7)
- Murder's Not an Odd Job (1974) Publié en français sous le titre On bricole, Paris, Gallimard, coll. « Super noire » no 71 (1977)  (ISBN 2-07-046071-1)
- Working for the Man (1974)
- The Deadly Cotton Heart (1976)
- The One-Dollar Rip-Off (1977)
- Hump's First Case (1977)
- The Last of the Armageddon Wars (1977)
- The Buy Back Blues (1977)

#### Autres romans
- Deadman's Game (1976)
- Mactaggart's War (1979)

## Sources
: document utilisé comme source pour la rédaction de cet article.
- Claude Mesplède (dir.), Dictionnaire des littératures policières, vol. 1 : A - I, Nantes, Joseph K, coll. « Temps noir », 2007, 1054 p. (ISBN 978-2-910-68644-4, OCLC 315873251), p. 569